# Горы Северный Качар

Округа Ассама (13 — Горы Северный Качар)

Горы Северный Кача́р (ассам. উত্তৰ কাছাৰ; англ. North Cachar Hills) — округ в индийском штате Ассам. Образован 2 февраля 1970 года. Административный центр — город Хафлонг. Площадь округа — 4888 км². По данным всеиндийской переписи 2001 года население округа составляло 188 079 человек. Уровень грамотности взрослого населения составлял 67,6 %, что выше среднеиндийского уровня (59,5 %). Доля городского населения составляла 31,6 %.